# 圣雅各伯堂 (琴斯托霍瓦)

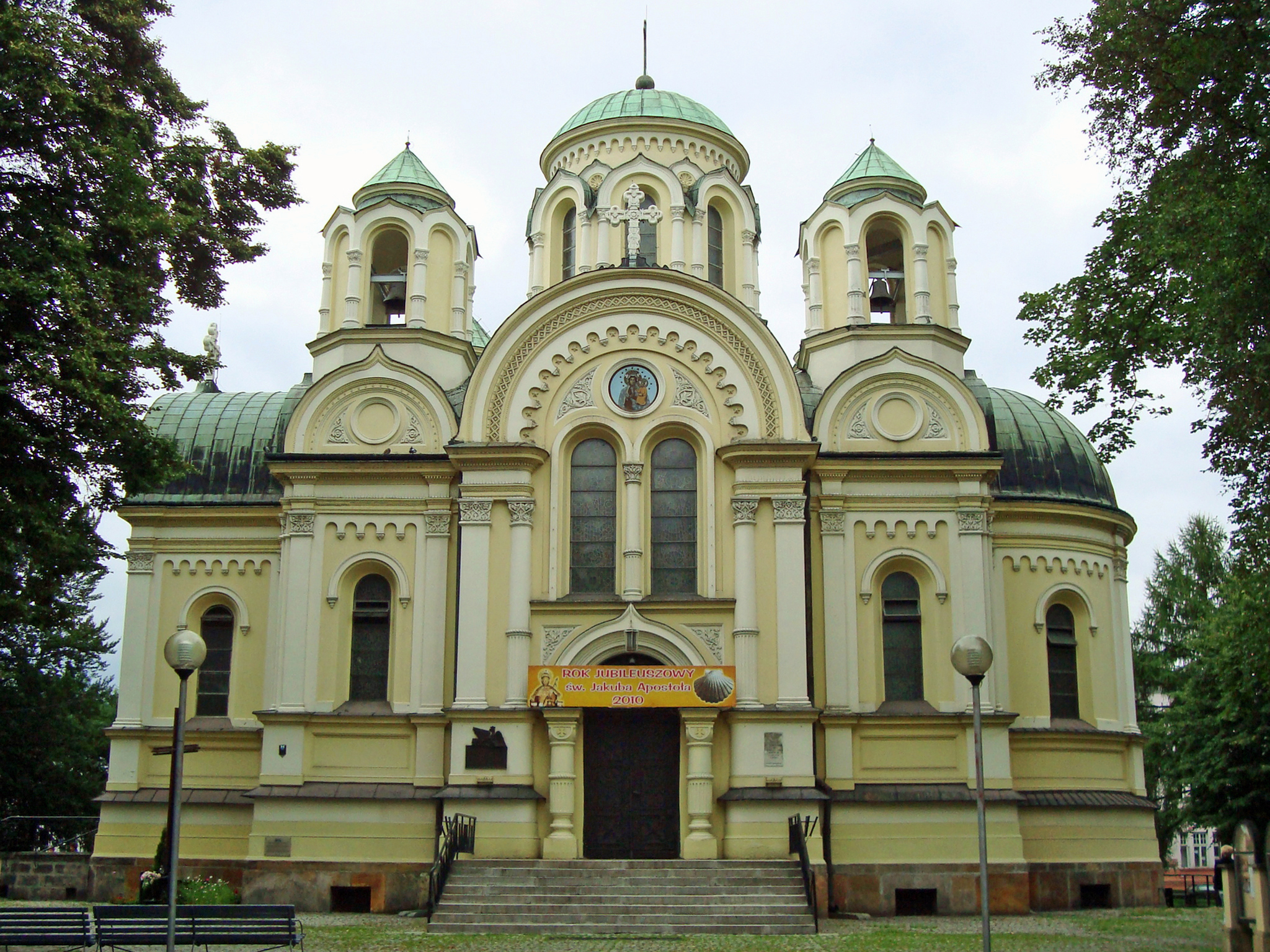

圣雅各伯宗徒堂（Kościół św. Jakuba Apostoła）是一座罗马天主教堂区教堂，奉圣雅各伯宗徒为主保圣人，位于波兰琴斯托霍瓦市中心（Śródmieście）的瓦迪斯瓦夫·别甘斯基广场（plac Władysława Biegańskiego），建于1870–1872年。1993年10月30日和2020年5月13日列为保护文物。

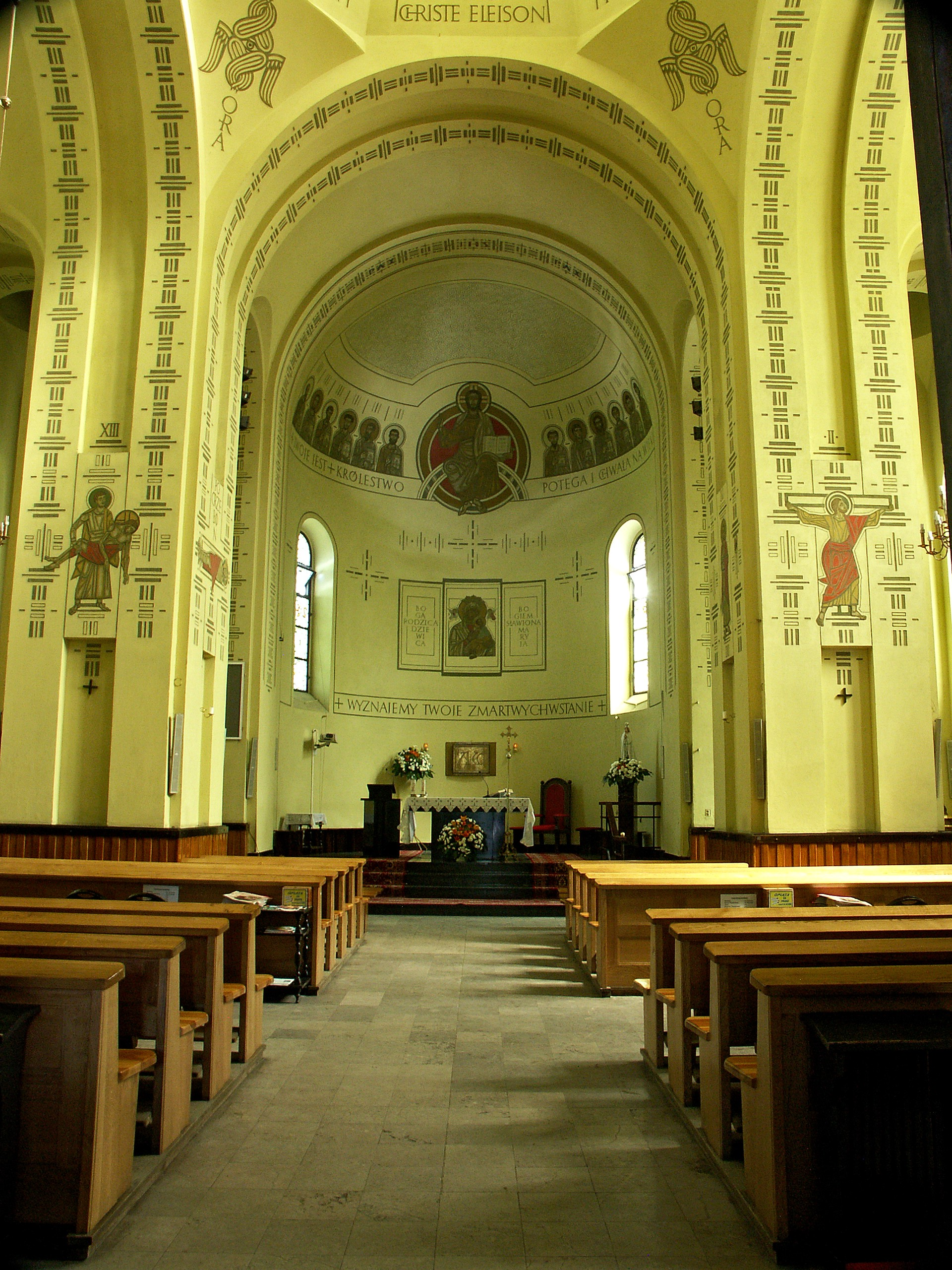
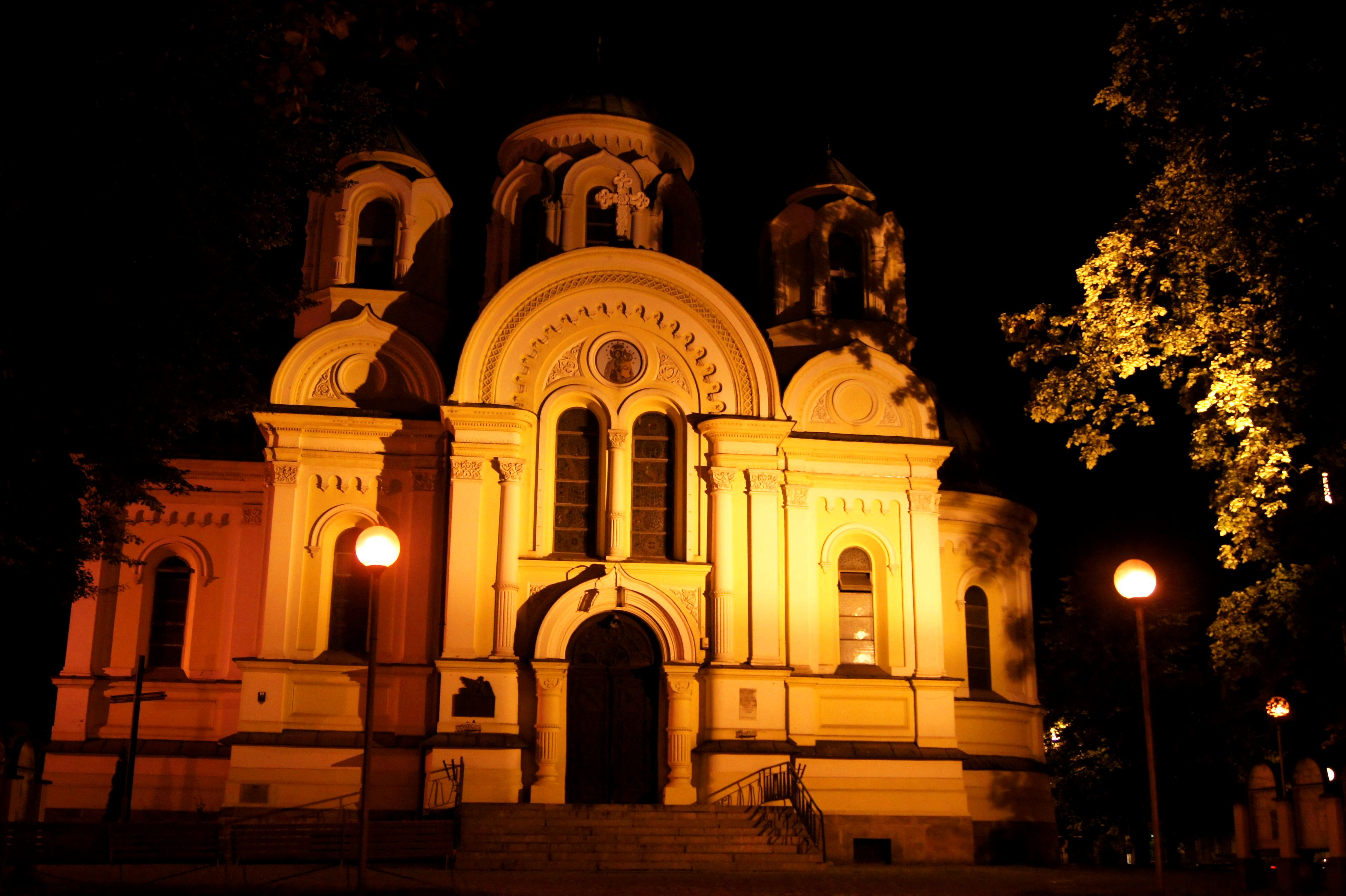
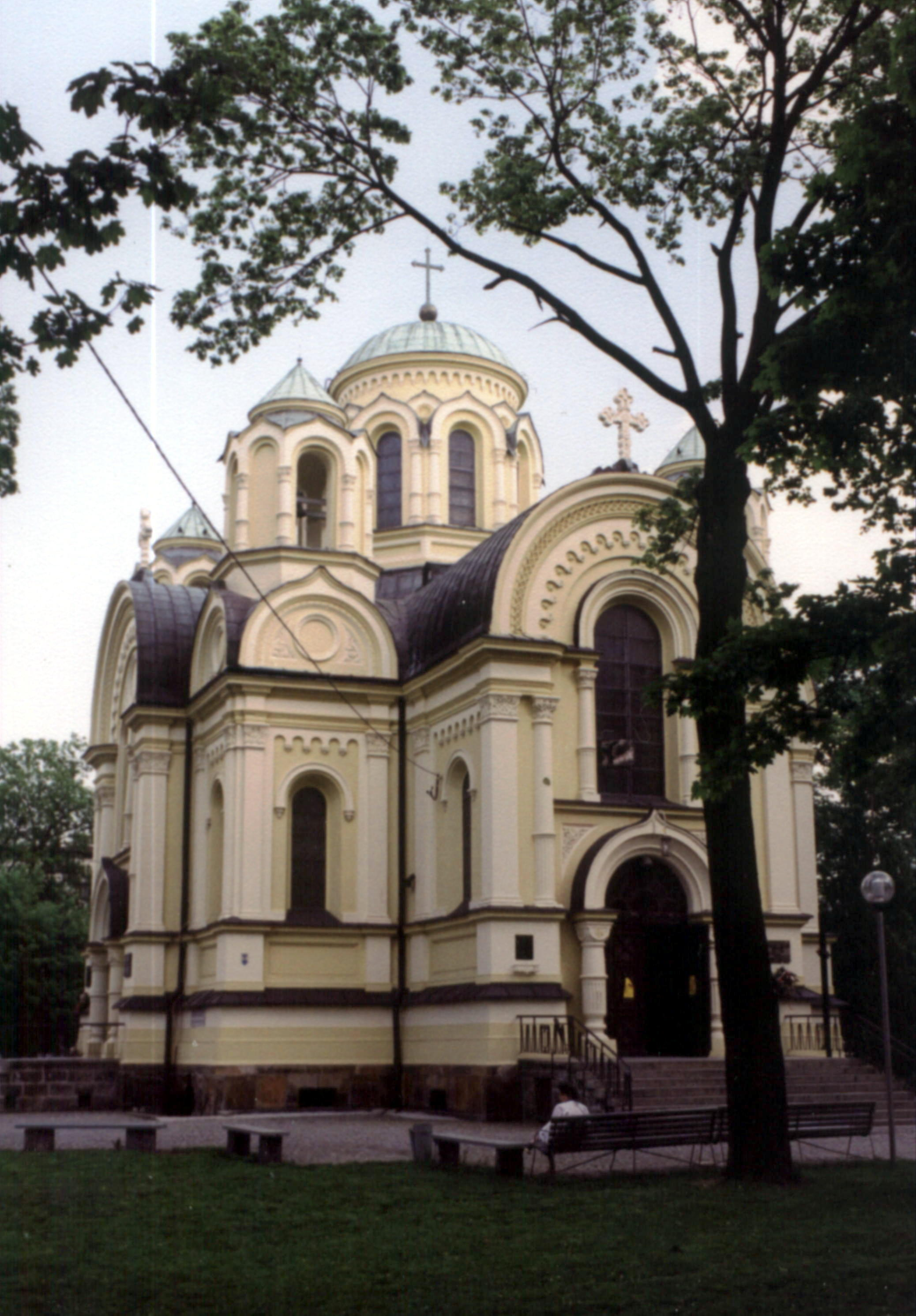
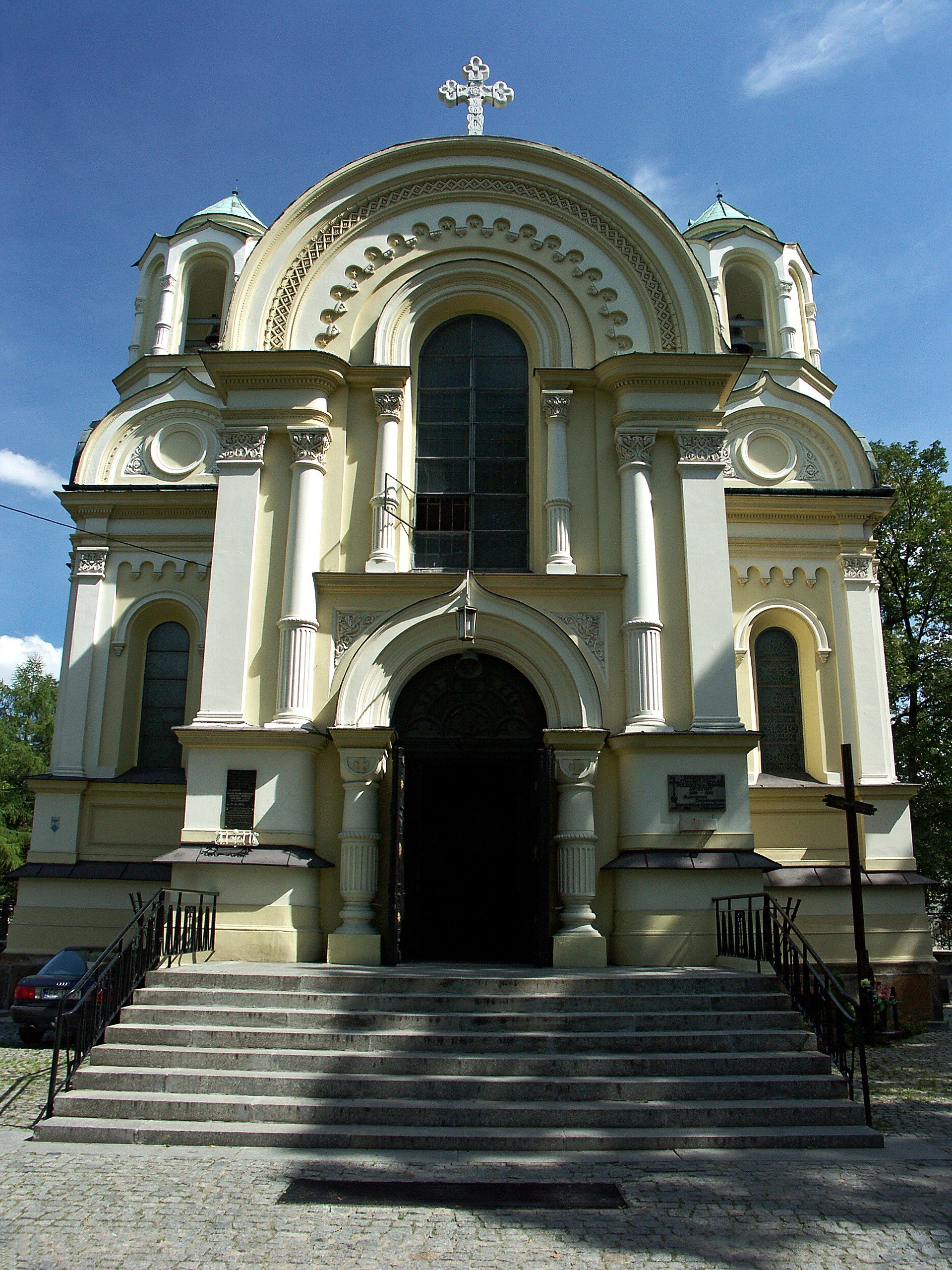